# Імтан
Імтан (англ. Imtan, араб. امتان) — поселення в Сирії, що складає невеличку друзьку общину в нохії Сальхад, яка входить до складу однойменної мінтаки Сальхад в південній сирійській мухафазі Ас-Сувейда.